# Phare de l'île Zacatillo
Le phare de l'île Zacatillo (en espagnol : Faro de Isla Zacatillo) est un phare actif situé sur l'île Zacatillo dans le Département de La Unión au Salvador. Il est géré par l'Autorité portuaire de La Unión.

## Histoire
L'île Zacatillo se trouve à 9 km du port de La Unión. Le phare est situé à la pointe nord-ouest de l'île, à environ 2,5 km au nord-est de Punta Chiquirín (en).

## Description
Ce phare est une tour en aluminium à claire-voie, avec une galerie et une balise de 17 m de haut, montée sur une base en béton. Il émet, à une hauteur focale d'environ 18 m, un éclat blanc par période de 10 secondes. Sa portée est de 5 milles nautiques (environ 9 km).
Identifiant : ARLHS : ELS-... - Amirauté : G3367 - NGA : 111-15388 .

### Lien connexe
- Liste des phares du Salvador